# Sokolí skála (1064 m)
Sokolí skála (2) – grupa skalna o wysokości 1064 m n.p.m. (podawana jest też wysokość 1045 m n.p.m.) w paśmie górskim Wysokiego Jesionika (cz. Hrubý Jeseník), w północno-wschodnich Czechach, w Sudetach Wschodnich, na Śląsku, w obrębie gminy Bělá pod Pradědem, na stoku Nad Vodopádem, w rezerwacie przyrody Vysoký vodopád, blisko płynącego potoku o nazwie Studený potok (1), oddalona o około 3,7 km na północny zachód od szczytu góry Pradziad (cz. Praděd). 

## Charakterystyka

### Lokalizacja

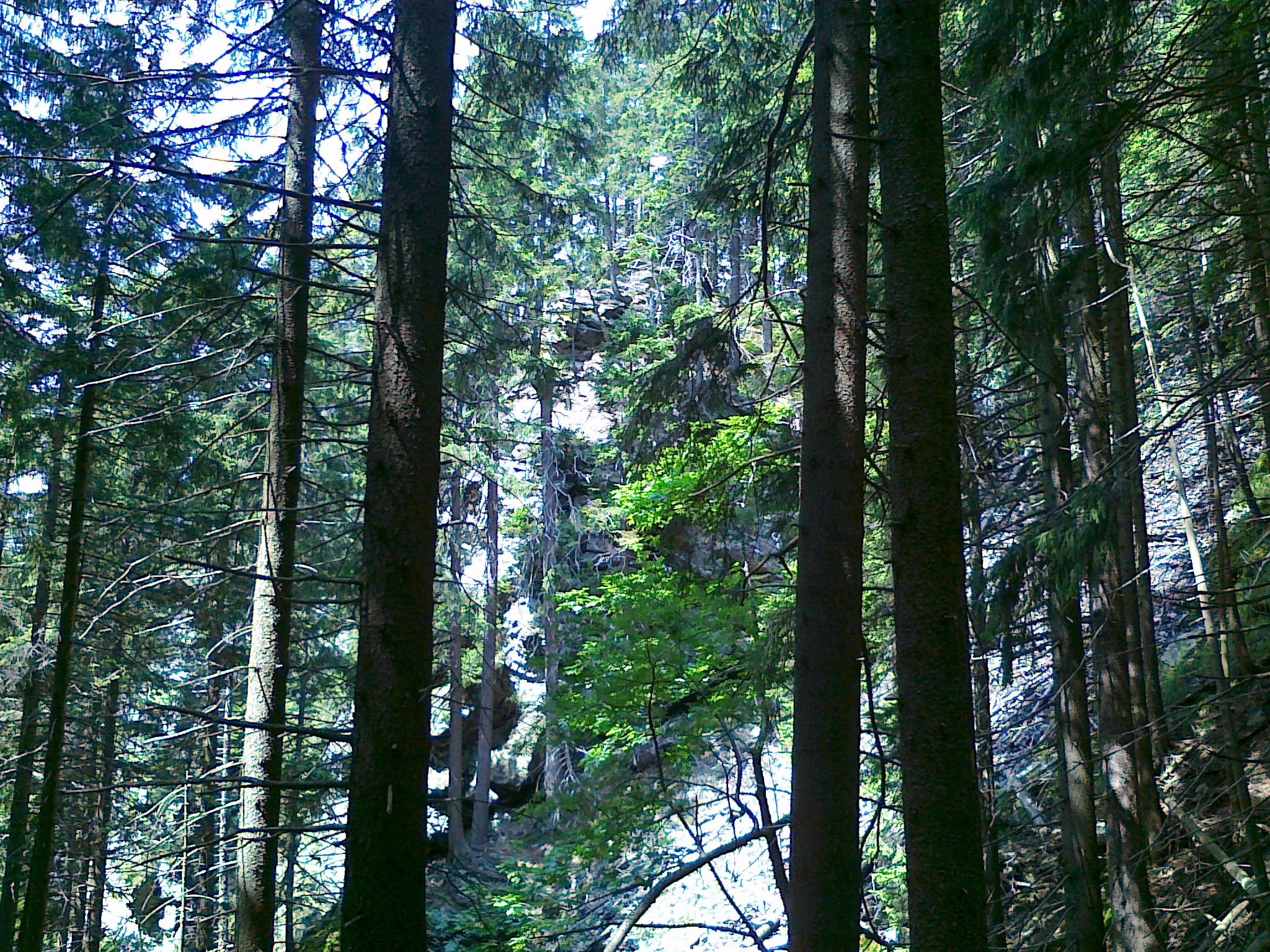
Widok z niebieskiego szlaku turystycznego na grupę skalną Sokolí skála (2) (2020 rok)

Sokolí skála (2) położona jest niemalże w centrum całego pasma Wysokiego Jesionika, leżąca w części Wysokiego Jesionika, w północno-wschodnim obszarze (mikroregionu) o nazwie Masyw Pradziada (cz. Pradědská hornatina), na zachodnim stoku Nad Vodopádem, oddalona o około 730 m na północny zachód od jego szczytu, powyżej płynącego potoku o nazwie Studený potok (1). Jest grupą skalną słabo rozpoznawalną, ponieważ na wielu mapach nie naniesiono jej nazwy , a nawet nie zaznaczono jej lokalizacji, widoczną m.in. z jej bliskiej okolicy, m.in. z biegnącego koło niej niebieskiego szlaku turystycznego . Jest szczytem niewidocznym z drogi okalającej połać szczytową góry Pradziad, bo przysłonięty kopułą szczytową góry Malý Děd, a z innego charakterystycznego punktu widokowego – z drogi okalającej szczyt góry Dlouhé stráně, również niewidoczny, bo przysłonięty górą Velký Jezerník.   

### Skaliska grupy skalnej

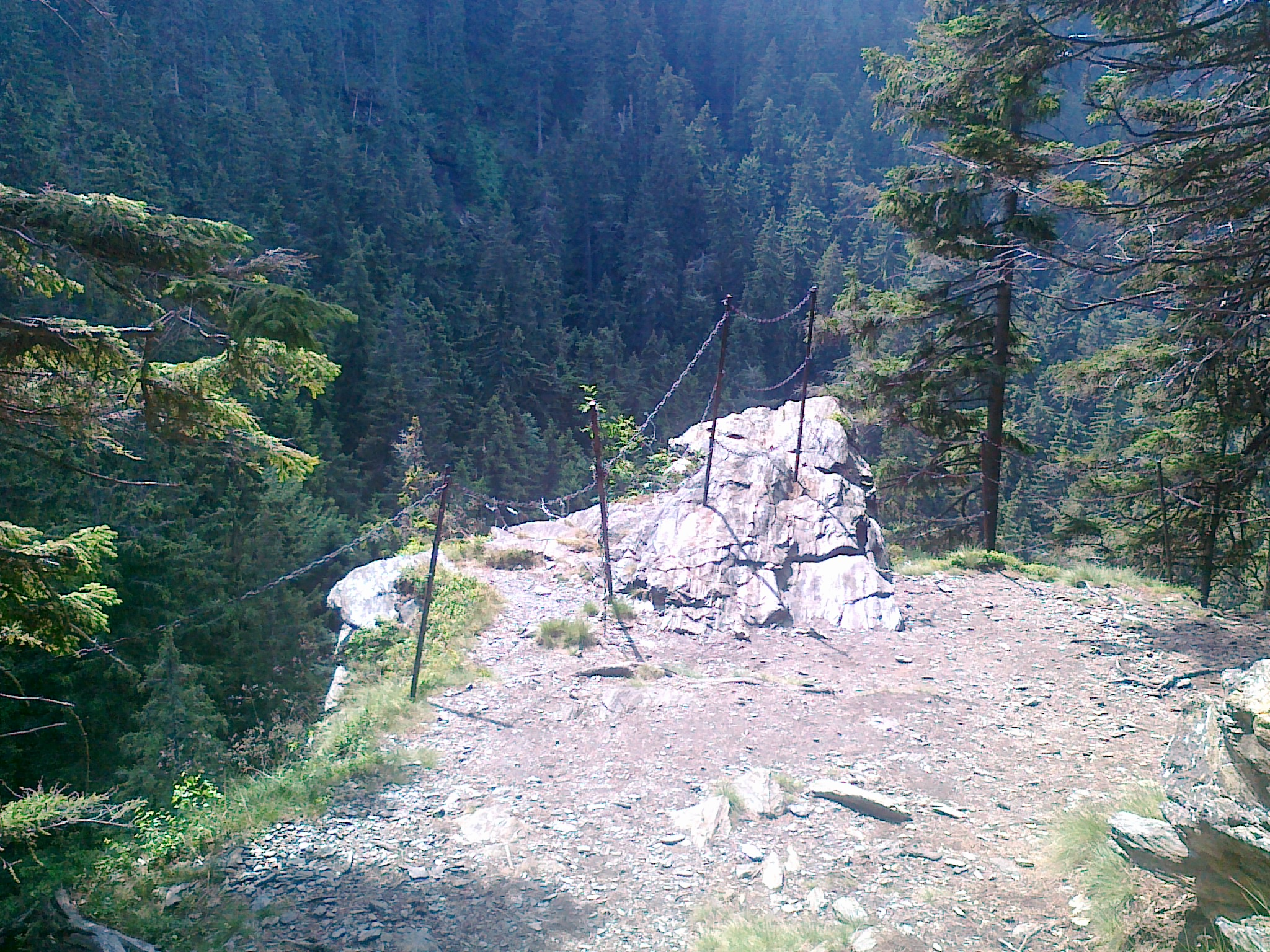
Punkt widokowy na grupie skalnej Sokolí skála (2) (2020 rok)

Grupa skalna Sokolí skála (2) rozpościera się na kierunku zachód – wschód na wysokościach około (1020–1060) m n.p.m., mająca w rzucie poziomym nieregularny kształt o przybliżonych wymiarach długość × szerokość = (67 × 25) m i wysokość do 40 m, zajmująca powierzchnię około 1050 m². Przy grupie skalnej przebiega wokół ścieżka główna, na której wytyczono niebieski szlak turystyczny . Składa się z kilku skalisk, stopniowo opadających wraz z obniżaniem wysokości. Grupa skalna otoczona jest wokół borem świerkowym, pokryta częściowo trawą wysokogórską oraz widocznymi na szczytowym skalisku odkrytymi częściowo wystającymi korzeniami drzewostanu. Stoki przy skaliskach – z uwagi na nachylenie – są urwiskami, należy więc zachować ostrożność poruszając się po nich. Na nieco niższym skalisku, będącym ograniczonym punktem widokowym założono ochronne łańcuchy. Widoczne są m.in. zalesione stoki gór Malý Klín czy Velký Jezerník. Na grupie skalnej i w jej pobliżu nie ma punktu geodezyjnego . Państwowy urząd geodezyjny o nazwie (cz. Český úřad zeměměřický a katastrální (CÚZK)) w Pradze podaje jako najwyższy punkt grupy skalnej – szczyt – o wysokości 1063,5 m n.p.m. i współrzędnych geograficznych (50°06′46,3″N 17°12′27,8″E/50,112861 17,207722). 
Dojście do grupy skalnej następuje ze skrzyżowania turystycznego Nad Vysokým vodopádem, od którego należy przejść niebieskim szlakiem turystycznym  i mocno trawersującą ścieżką na stoku, na której założono drewniane barierki, odcinek o długości około 170 m w stronę przystanku turystycznego o nazwie Vysoký vodopád, z podaną na tablicy informacyjnej wysokością 1007 m, dochodząc w ten sposób do skaliska szczytowego. 

### Geologia
Pod względem geologicznym grupa skalna Sokolí skála (2) należy do jednostki określanej jako warstwy vrbneńskie i zbudowana jest ze skał metamorficznych, głównie: łupków krystalicznych, gnejsów i fyllonitów (biotytów, chlorytów i muskowitów).

## Ochrona przyrody
Grupa skalna Sokolí skála (2) znajduje się w obrębie rezerwatu przyrody Vysoký vodopád (→ Rezerwat przyrody Vysoký vodopád), będącego częścią wydzielonego obszaru objętego ochroną o nazwie Obszar Chronionego Krajobrazu Jesioniki (cz. Chráněná krajinná oblast (CHKO) Jeseníky), a utworzonego w celu ochrony utworów skalnych, ziemnych i roślinnych oraz rzadkich gatunków zwierząt. W pobliżu grupy skalnej nie utworzono żadnych obiektów nazwanych pomnikami przyrody oraz nie wytyczono żadnych ścieżek dydaktycznych.

## Turystyka

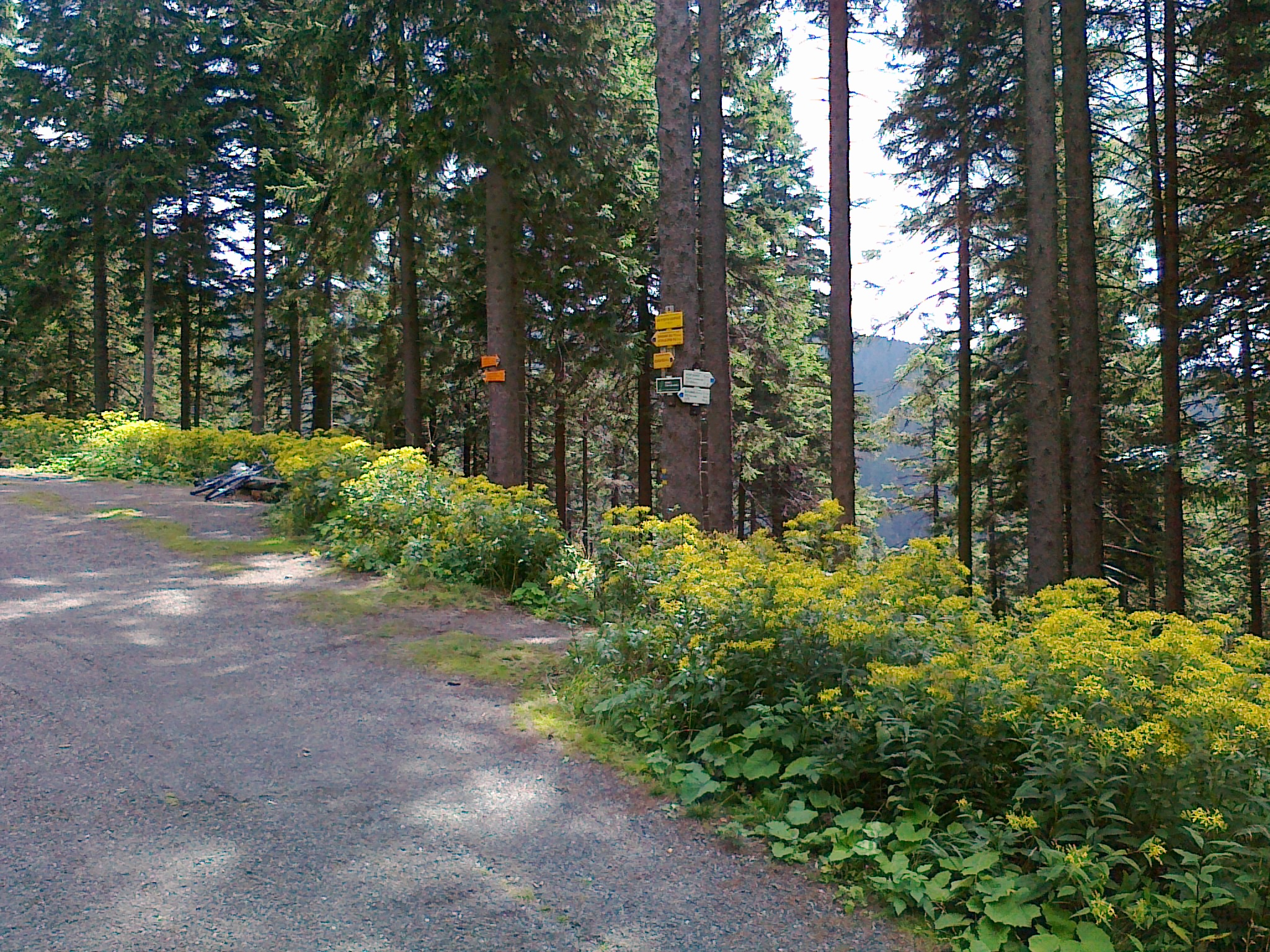
Skrzyżowanie turystyczne Nad Vysokým vodopádem (2012 rok)

Sokolí skála (2) jest chętnie odwiedzana przez turystów, z możliwością podziwiania malowniczych perspektyw ze zlokalizowanego na niej punktu widokowego oraz uroków rezerwatu przyrody Vysoký vodopád. Do osady Bělá z bazą pensjonatów jest od szczytu około 2 km w kierunku północno-wschodnim. Nieco bliżej, bo w odległości około 1,3 km na południowy wschód od szczytu, na wysokości 1304 m n.p.m. położone jest najstarsze schronisko turystyczne w paśmie Wysokiego Jesionika – Švýcárna. Do bazy turystycznej z położonym u podnóża stoku północno-wschodniego góry Velký Klín schroniskiem turystycznym – Chata Eduard w miejscowości Bělá pod Pradědem jest od szczytu około 2,6 km w kierunku północnym, natomiast do bazy turystycznej z hotelem Červenohorské Sedlo i pensjonatami, położonymi na przełęczy Červenohorské sedlo jest od szczytu około 4 km w kierunku północno-zachodnim. Natomiast do bazy hoteli rozsianych wokół góry Pradziad jest od szczytu około 4 km w kierunku południowo-wschodnim, gdzie położone są następujące hotele górskie i schroniska turystyczne:
- na wieży Pradziad: hotel Praděd oraz na stoku góry Pradziad hotel górski Kurzovní chata i schronisko Barborka
- na stoku góry Petrovy kameny hotele górskie: Ovčárna i Figura oraz schronisko Sabinka

Kluczowym punktem turystycznym jest oddalone o około 140 m na północny zachód od szczytu skrzyżowanie turystyczne (cz. Nad Vysokým vodopádem) z podaną na tablicy informacyjnej wysokością 1125 m, przy którym postawiono niewielką ławę oraz przez które przechodzi szlak turystyczny, szlak rowerowy i trasa narciarstwa biegowego. 

### Szlaki turystyczne, rowerowe i trasy narciarskie
Klub Czeskich Turystów (cz. Klub Českých Turistů) wytyczył w obrębie grupy skalnej jeden szlak turystyczny na trasie:
 Bělá pod Pradědem – góra Nad Borovým – góra Zaječí hora – góra Ztracený vrch – góra Lysý vrch – szczyt Klanke – góra Velký Klín – rezerwat przyrody Vysoký vodopád – wodospad Vysoký vodopád – góra Malý Děd – Nad Vodopádem – schronisko Švýcárna – dolina potoku Środkowa Opawa – Vidly – Bílý Potok – Hutě
W pobliżu grupy skalnej wyznaczono jeden szlak rowerowy na trasie:
 Videlské sedlo – Nad Vodopádem – rezerwat przyrody Vysoký vodopád – góra Malý Děd – góra Velký Jezerník – góra Velký Klín – Jeřáb – góra Velký Klínovec – Červenohorské sedlo
W okresach ośnieżenia wzdłuż niebieskiego szlaku rowerowego  można skorzystać z wyznaczonej trasy narciarstwa biegowego.
 Videlské sedlo – Nad Vodopádem – rezerwat przyrody Vysoký vodopád – góra Malý Děd – góra Velký Jezerník – góra Velký Klín – Jeřáb – góra Velký Klínovec – Červenohorské sedlo